# 自己複製機械が登場する作品一覧
自己複製機械が登場する作品一覧（じこふくせいきかいがとうじょうするさくひんいちらん）は、周囲の環境にある原材料を用いて自己複製できる自律型ロボットの一種、自己複製機械が登場する作品の一覧。
自己複製機械は、自然界の生命と類似した方法で自己複製が可能である。 そのような機械はしばしばSF作品などに登場する。

## 小説作品の一覧
| 年          | タイトル                                 | 作者                                                      | 説明 |
| ----------- | ---------------------------------------- | --------------------------------------------------------- | --- |
| 1909        | 機械は止まる                             | E・M・フォースター                                        | 短編小説。 |
| 1932        | 最終進化                                 | ジョン・W・キャンベル                                     | 「完全に独立して考え、行動し、働く」ことができる機械が開発され、人類を補助するという本来の機能が実行されている。物語ではエイリアンの侵略者に対して、人間と機械は協力して回避しようとする。ある時点で人間のキャラクターが問いかける。「生命は偶然に生じるかもしれないが、生物学的生命の後、機械が進化の次の段階である方法を熟考する。 フッ素と同様に、それ自体は偶然では起こりえない」 |
| 1920        | R.U.R.                                   | カレル・チャペック                                        | ロボットという言葉の由来となった作品。 |
| 1943        | M-33星雲                                 | A・E・ヴァン・ヴォークト                                  | 銀河にまたがる悪意を持つ生命体であるアナビスを破壊するために設計された、自己複製兵器工場について説明されている。この短編と他の3つの短編を組み合わせて『宇宙船ビーグル号の冒険』が出版された。 |
| 1953        | 変種第二号                               | フィリップ・K・ディック                                   | この短編ではソビエトとアメリカ側との間の核戦争によって世界の大部分は不毛の荒れ地と化した。しかし、人類は散らばった残骸の間で戦争を続けていた。アメリカ軍は、ソ連軍を殺すために自律的な自己複製ロボットである「クロー」を開発した。 この作品は核戦争が地球の表面を居住不可能にしたディックの多くの物語の1つである。この物語は1995年の映画『スクリーマーズ』の原作になった。 |
| 1955        | 自動工場                                 | フィリップ・K・ディック                                   | 核戦争によって荒廃した地球で動き続ける無人工場の短編。2017年には『エレクトリック・ドリームズ』としてドラマ化された。 |
| 1962        | エピローグ                               | ポール・アンダースン                                      | 戦争により地球上の人類が死滅してから300万年後、宇宙船に乗った人類の生存者が相対論的効果によって帰還する。地球上では深海から採掘した鉱物を原料として使用する自己複製工場「バージ」から進化した機械がいた。 |
| 1955        | 必要なもの                               | ロバート・シェクリー                                      | この短編に登場するユニバーサル・レプリケーターは無意識のうちに自分自身を複製するように設計されていた。 |
| 1958        | 蟹が島を行く                             | アナトーリイ・ドニェプロフ                                | この短編に登場するカニ型の自己複製機械は、複製プロセスが100％正確ではないため、子機にわずかな違いが生まれることで機械に世代が生まれ、生物と同様の進化にさらされる。「カニ」の使命は、自分のコピーを生成するために敵国の金属資源や兵器を食べつくすことである。実験のため無人島に放たれた「カニ」は、利用可能な金属が食べつくされると互いに戦い始め、自然選択が次世代のデザインを強化し始める。しかし、最後の世代として非常に大きな「カニ」が生まれたことで進化が自然に止まり、材料不足のためにそれ以上自己複製を行うことができなくなった。 |
| 1963 - 2005 | バーサーカーシリーズ                     | フレッド・セイバーヘーゲン                                | 全ての生命を破壊することをプログラミングされた自己複製殺戮兵器《バーサーカー》と、宇宙に進出した人類との戦いを描く小説シリーズ。自己複製機械の兵器を「バーサーカー」と呼ぶのはこのシリーズに由来する。 |
| 1964        | 砂漠の惑星                               | スタニスワフ・レム                                        | 前述のアンダーソンの「エピローグ」同様、機械の進化を扱っている。遠方の惑星に着陸した宇宙船の乗組員は、非生物的生命体を発見する。 |
| 1968        | The Reproductive System（別題：Mechasm） | ジョン・スラデック                                        | アメリカの軍事研究プロジェクトが制御不能になる小説で、この概念をユーモラスな目的に使用した。 |
| 1970        | The Scarred Man                          | グレゴリー・ベンフォード                                  | インターネットが存在するずっと前に、著者のベンフォードが1960年代後半のARPANetの研究に触発されて書かれた作品で、自己複製するコンピュータウィルスを扱った最初期の作品。詐欺師は、コンピューターをプログラムして、別のコンピューターが応答する電話モデムに到達するまで電話番号をランダムにダイヤルする。次に、応答コンピューターをプログラムして、さらに別のコンピューターを探して乱数のダイヤルを開始すると同時に、各コンピューターの処理時間にわずかな遅延をプログラミングする。 ウイルスは、生物学的感染のように影響を受けやすいコンピューターを介して指数関数的に拡散し、作成者は速度の遅いコンピューターを「修正」することで利益を得る。 |
| 1975        | 衝撃波を乗り切れ                         | ジョン・ブラナー                                          | コンピュータウイルスまたはワームの初期の例。 |
| 1977        | The Adolescence of P-1                   | トーマス・J・ライアン                                     | コンピュータウイルスまたはワームの初期の例。 |
| 1977-1999   | 《銀河の中心》シリーズ                   | グレゴリー・ベンフォード                                  | 機械的生命と生物学的生命の間の銀河戦争を描くシリーズ。『夜の大海の中で 』で探査機として、次に『星々の海をこえて』で兵器として、地球は敵のバーサーカー機械の種族に遭遇する。バーサーカー機械は、『星々の海をこえて』で遭遇したEMに対して行ったように、単に原始的な低技術状態に放り込むだけで種族を完全に根絶しようとはしなかった。 |
| 1979        | 未来の二つの顔                           | ジェイムズ・P・ホーガン                                   | 人工知能の進化実験において、機能維持や保守のために用意された工場によりコンピューターやドローンを製造し、自己の能力を増強していく様子が書かれる。 |
| 1982        | 2010年宇宙の旅                           | アーサー・C・クラーク                                     | クラークが小説版を執筆しスタンリー・キューブリックが監督した映画『2001年宇宙の旅』の続編。2010年、ソビエトの宇宙船レオノーフ号によりソビエトとアメリカの共同ミッションが行われている。木星に謎の暗い斑点「グレートブラックスポット」が現れて成長し始めると、乗組員は木星圏から脱出する。 HAL 9000の望遠鏡による観測では、「グレートブラックスポット」は巨大なモノリスの集合体であり、指数関数的に増加していることが判明した。 自己複製「フォン・ノイマン」マシンとして機能することにより、これらのモノリスは、惑星が核融合を達成し、小さな恒星になるまで木星の密度を増加させようとしていた。 |
| 1983        | 造物主の掟                               | ジェイムズ・P・ホーガン                                   | NASAの宇宙ミッションのための高度な自動化研究は、彼のSF小説に直接影響を与えた。 |
| 1985        | 第三千年紀：2000年から3000年の世界の歴史 | ブライアン・ステイブルフォード デヴィッド・ラングフォード | 架空の歴史書『第三千年紀：2000年から3000年の世界の歴史』（原題：The Third Millennium: A History of the World AD 2000-3000）では、人類はサイクルに制限のあるフォン・ノイマン探査機を最も近い星に送り出して自由に探査を行い、人類の存在を誰にでも知らせることができるようになる。 |
| 1985        | ブラッド・ミュージック                   | グレッグ・ベア                                            | 科学者は自己複製細胞を作成し、最終的には北米の多く（そしておそらく世界）を支配し、新しいレベルの意識をもたらす。 |
| 1986        | Lungfish                                 | デイヴィッド・ブリン                                      | 短編集『en:The River of Time』（1986年）収録の短編「Lungfish」はフォン・ノイマン探査機を題材としている。作中では探査機自体の概念を探求するだけでなく、探査機の異なるデザイン間の競争のアイデア、そのような競争に直面したフォン・ノイマン探査機の進化、フォン・ノイマン探査機間の生態学的な発展を間接的に探究している。作中で言及されている内の1つとして遺伝子播種船型も登場している。 |
| 1987        | 天空の劫火                               | グレッグ・ベア                                            | 作中には二種類が登場する。生命が存在する惑星を破壊するため航行を続ける惑星喰い(プラネットイーター)は地球に対して壊滅的な攻撃を仕掛ける。惑星喰いを創造した文明は、自らの文明に対して潜在的な脅威を破壊するように設計したと人類に推測されている。一方、惑星喰いの計画を阻止しようとする〈法律の船〉の一群も人類を救うため地球に降り立つ。小型のクモ型機械で人間に取り憑き、地球の生命の情報や資料を集めさせ、僅かな人間のみを方舟に乗せて地球を旅立った。そして〈法律の船〉は太陽系から惑星喰いを駆逐した。続編の『天界の殺戮』では、生存者の若者たちが惑星破壊機械を製造した文明へと復讐するため旅立つ。 |
| 1990        | 時の果ての世界                           | フレデリック・ポール                                      | [ 要出典 ] |
| 1992        | Cold as Ice                              | チャールズ・シェフィールド                                | この作品では機械が、木星の大気から硫黄、窒素、リン、ヘリウム-4、およびさまざまな金属を収穫する。 |
| 1993        | 無限アセンブラ                           | ケヴィン・J・アンダースン&ダグ・ビーソン                  | 生物圏を傷つけないようにプログラムされた自己複製ロボットが登場する。月面で発見された自己複製機械は月の素材を使用してエイリアン文明の施設を再現し植民地化していた。一方、地球でも人間の科学者が地球上で発見した休眠状態のナノマシンをリバースエンジニアリングしていた。このナノマシンは地球上では生物圏が存在していため休眠状態に入っていたのである。科学者は医療用ナノマシンを作成し、医学的に死んだ科学者を復活させ、最初は成功させる。科学者は安全対策として構築された高出力X線装置を作動させると、命を犠牲にしてグレイグーシナリオを阻止した。 |
| 1993        | 天界の殺戮                               | グレッグ・ベア                                            | 『天空の劫火』の続編。自己複製殺戮機械を創造した文明は、その罰として破壊された文明の生き残りによって破壊されなければならないとする《銀河法典》に則り、人類の若者達は《保護者》の協力を得て自己複製殺戮機械を生み出した星へと向かう。人類と同様に、自己複製殺戮機械によって惑星を滅ぼされた他の種族も登場する。自己複製殺戮機械に滅ぼされた文明を救助し復讐を手助けする《保護者》達は決して正体を表さないが、これもまた自己複製殺戮機械への防衛策だった。 |
| 1995        | タイム・シップ                           | スティーヴン・バクスター                                  | H・G・ウェルズ財団公認の『タイム・マシン (小説)』の続編。5000万年前の過去の時点で分岐し、別の歴史を辿った人類の子孫達が作った自己複製機械の末裔「普遍建設者」が登場する。1891年に辿り着いたが凍傷で命を失いかけていた時間航行家とモーロック族のネボジプフェルの命を救う。「普遍建設者」は完全にナノボットで構成されており、銀河系全域にまで広がる「情報の海」と呼ばれるネットワークを構築していた。 「普遍建設者」達は銀河全域の恒星をダイソン球で包み込んでおり、地球から見た夜空には星が殆どなかった。「普遍建設者」達は情報の収集と探求を至上の目的としていたが、宇宙の有限性と終わりに対してある計画を立てる。時間航行家とネボジプフェルを連れてタイム・シップによって宇宙開闢の時間の始まりにまで遡り…。                                          |
| 1995        | The Ganymede Club                        | チャールズ・シェフィールド                                | 『Cold as Ice』の続編。人類はVon Neumannsと呼ばれる自己複製マシンの助けを借りて太陽系に広まっていった。ガニメデで重要な謎が明かされる。 |
| 1995        | ダイヤモンド・エイジ                     | ニール・スティーヴンスン                                  | この小説は、自己複製を含むナノテクノロジーが存在し、日常生活に大きな影響を与える近未来の地球社会を描いている。 |
| 1996        | Excession                                | イアン・バンクス                                          | 小説では自己複製機械の群れは外部コンテキスト問題(Outside Context Problem，OCP)形式として説明されている。作中では「Aggressive Hegemonising Swarm Object」が、すべての物質を自身のコピーに変えることを目的とした、制御されない自己複製宇宙機として登場している。人類社会に対して大きなダメージを与えた後、それらはZetetic Elenchによる不特定の技術を使用して何らかの形で変換され「Aggressive Hegemonising Swarm Object」となった。 そのような群れ（「スマター」と呼ばれる）は、後の小説『Surface Detail』（群れに対する宇宙戦闘のシーンを特徴とする）と『水素ソナタ』に再登場した。 |
| 1998        | Moonseed                                 | スティーヴン・バクスター                                  | NASA3部作の一作。アポロ18号のミッションにより月面から岩石が地球に持ち込まれ、地球は自己複製ナノボットの群れによる危険に直面する。岩石には「ムーンシード」（ナノボット、エイリアンウイルス、またはその他のものに関係なく、グレイグーを引き起こす）と呼ばれる不思議な物質が含まれており、地球上のすべての無機物質をムーンシードに変え始める。 |
| 1998        | Bloom (novel)                            | ウィル・マッカーシー                                      | 舞台は2106年。「マイコラ」と呼ばれる自己複製ナノマシンが地球や内部太陽系の他の惑星を消費し、人類は小惑星やガリレオ衛星で荒涼とした生活を強いられている。 |
| 1998        | デスティニーズロード                     | ラリー・ニーヴン                                          | 小説では、技術を構築および維持し、居住する人間の技術的知識の不足を補うために、人間の植民地世界の都市「デスティニー」とその月の「クイックシルバー」にフォン・ノイマン機械が散らばっている。 フォンノイマン機械は、人間の主要なエネルギー源として機能する太陽収集器として機能できる伸縮性のある布地を主に構築している。フォン・ノイマン機械は、生態系のメンテナンスやその他の調査作業にも従事している。 |
| 2000        | マニフォールド:スペース                  | スティーヴン・バクスター                                  | 『マニフォールド・トリロジー』の2作目。太陽系内で活動しているエイリアンの自己複製機械が発見されるところから物語が始まる。月面都市「江戸」の日本人観測者に発見されたため「ガイジン」と名付けられる。 |
| 2000 – 現在 | 《啓示空間》シリーズ                     | アレステア・レナルズ                                      | 作中に登場する「Inhibitors」は自己複製マシンであり、その目的は知的生命な星間文明の発達を阻害することだった。彼らは宇宙航行を行う文明の存在を検出し、惑星全体を殺菌し駆除し始めるまで、極端な期間休眠状態で待機している。 彼らはこれまでに考案されたあらゆる種類の武器を経験しており、必要な対策を「思い出す」ために短時間しか必要としないため、破壊するのは非常に困難である。他にも、短編に登場する「緑機虫」と呼ばれるテラフォーミングマシンは、バーサーカーマシンの異なる形態である。 未知の理由(おそらくプログラミングのエラーが原因)で、惑星を破壊し、植生で満たされた数兆のドームに変えた。本来の目的は人間に住みやすい環境を作り出すことだったが、不注意の結果人類の文明を破壊している。 西暦10000年までに、銀河のほとんどを消費しきってしまう。 |
| 2002        | Evolution                                | スティーヴン・バクスター                                  | この小説では、6500万年前の哺乳類トガリネズミから5億年先の人類（およびその子孫である生物学的および非生物学的存在）の究極の運命まで、5億6500万年の人類の進化を辿る。 ある時点で、人類はサピエンスになり、火星に進出し、増殖し、グローバルエコファジーによって進化するユニバーサルコンストラクターマシンを含む技術を開発し続ける。火星は、惑星を同化し新しい惑星を探して太陽系を離れる機械の塊に変換される。 |
| 2002        | プレイ -獲物-                            | マイケル・クライトン                                      | 新しいナノボットとそれらを組み立てるバクテリアが隔離された実験室から漏洩し、ネバダ州の砂漠に放たれてしまう。これらのナノボットは自己複製し、進化し、最終的には自律的な群れを形成する。ナノボットの群れは、急速に再生および進化する太陽を動力とし自給自足の雲のように見えた。略奪的な行動パターンに従うようにプログラムされた群れは、野生の爬虫類や哺乳類を攻撃および殺し始め、後に人間と共生関係を形成し、さらにそれらを模倣し始める。 |
| 2002        | Lost in a Good Book                      | ジャスパー・フォード                                      | この小説は自己複製機械によって地球の資源全てが機械に置き換えられるグレイグーシナリオのバリエーションとして「ピンクグー」のシナリオを特徴としている。ナノテクノロジーの「ドリームトッピングメイキングマシン」が地球上のすべての物質を英国の菓子「 Angel Delight 」に似たピンク色のクリームに変えてしまう。ドリームトッピングは、地球の始まりに時間をさかのぼり、生命を作り出すのに必要な有機栄養素を供給する。 |
| 2003        | イリアム                                 | ダン・シモンズ                                            | Ilium / Olymposシリーズの一作目。火星上に再構築された地球で、ギリシャ神話の神々の役割を担った登場人物達によるイーリアスの出来事が起こる。「voynix」は生体力学的、自己複製、プログラム可能なロボットである。別の宇宙で発生し、西暦3000年以前にこのイリウム宇宙に持ち込まれた。 |
| 2003        | シンギュラリティ・スカイ                 | チャールズ・ストロス                                      | 奇妙なデザインを持つ精神転送文明である「フェスティバル」が登場。 物語では自己複製できる分子レベルで物質を組み立てることができる機械「宝庫機械」の周りを循環する。 |
| 2004        | Recursion                                | トニー・バランタイン                                      | 若い起業家であるハーブは、不法に都市を建設しようとしていた孤立した惑星に戻ると、そこは自己複製機械の大悪夢によって破壊されたことが判明する。 |
| 2005        | 時間封鎖                                 | ロバート・チャールズ・ウィルソン                          | ある日突然、地球全体が時間を遅くさせる透明な黒い膜の停滞フィールドに包まれる。自己複製機械による人工生命が宇宙空間に放たれ、太陽系の外側に巨大な知覚ネットワークを構築し、エイリアン「仮説」に関する情報を収集する。他のフォン・ノイマンマシンだけでなく、既存の銀河にまたがるエコロジーにも遭遇する。この広大な感覚的人工生命のネットワークは、黒い巨大な膜の「スピン」つまり停滞フィールドを配置する役割を担っていた。 |
| 2005        | オリュンポス                             | ダン・シモンズ                                            | 『イリアム』の続編であり、 Ilium / Olymposシリーズの最終作。 |
| 2007        | Von Neumann's War                        | ジョン・リンゴー トラヴィス・S・テイラー                  | フォン・ノイマン探査機が太陽系に到着し、外側の惑星から移動して、すべての金属を巨大な構造に変換する。最終的に彼らは地球に到着し、人類がリバースエンジニアリングしてそれらプローブに対抗する前に、人口の大部分を一掃した。 |
| 2007        | Postsingular                             | ルーディ・ラッカー                                        | ナノボットが地球をむさぼり食い、すべての人類をシミュレーションにコピーする。幸いなことに、マシンの開発者の1人がバックドアを作成し、状況を逆転させて全員を元に戻すことができた。すぐに、小さな自己複製マシンの別のセットが放たれる。こちらは貪食せず、地球のあらゆる場所を覆うまで複製するだけで、お互いと彼らがいる人々と情報を共有している。彼らは人類をこれまでに接続したことのないように接続し、その人の体の「虫」が経験していることを体験することで他の人を見ることができるようにする。 |
| 2008        | 不全世界の創造手(ISBN 978-4022739087)    | 小川一水                                                  | 地球人類の夢見る究極のシステム - それは自分で自分を次々と複製するフォン・ノイマン・マシーン。その実用化に成功した日本人がいた。ある日、その少年の前に、秘書を伴い、札束を手にした赤毛の少女が現れた。そして手を組んだ二人を、おのれの「秩序」を守るために、ある国際組織と血に飢えた輩が追い詰める…。 |
| 2010        | Surface Detail                           | イアン・バンクス                                          | この小説では自己複製マシンを宇宙を脅かす感染として描いている。 |
| 2011        | Herr aller Dinge                         | アンドレアス・エシュバッハ                                | ロシアの海岸沖の氷河に埋もれた古代のナノマシン複合体が発見される。ミッションを遂行するために必要な材料と接触すると、発射施設を作成し、宇宙船を打ち上げる。ナノマシンは他の星間文明を破壊することを意図した先史時代の人類によって作成されたことが後で明らかになる(理由は不明)。先史時代の文明の痕跡がない理由は、ナノマシン自体と原子レベルで物質を操作する能力のためである。 ウイルスは時間とともに進化してきた古代のナノマシンである可能性さえ示唆されている。 |
| 2012        | 水素ソナタ                               | イアン・バンクス                                          | [ 要出典 ] |
| 2012 – 現在 | The Machine Dynasty                      | Madeline Ashby                                            | 主人公は自己複製能力を持つヒューマノイドロボット。 |
| 2014        | Creations                                | William Mitchell                                          | 生物学者であるマックス・ローリーは、人類の未来への道を開くと思われる生涯をかけた仕事の依頼を受ける。その依頼とは最も厳しい環境から材料を自在に採掘し、海、 陸上、そして最終的には月の資源を採掘する自己複製機械を創り上げることだった。 |
| 2016        | われらはレギオン                         | デニス・E・テイラー                                       | 主人公のボブ・ヨハンソンは死後に冷凍保存され、117年後に人工知能として目覚める。人間の脳を基にした人工知能として自己複製宇宙機に搭載されたボブたちは宇宙へ旅立っていく。 |

## 漫画作品の一覧
| 年   | タイトル           | 作者     | 説明                                                                                             |
| ---- | ------------------ | -------- | ------------------------------------------------------------------------------------------------ |
| 1995 | メガクロス         | 星野之宣 | 銀河同士の衝突による災害を回避すべく作られた機械兵団のプログラムが長期間のうちに変質していった。 |
| 1986 | アーサー・ワールド | 星野之宣 | 銀河同士の衝突による災害を回避すべく作られた機械兵団との死闘。                                   |
| 1987 | 超人ロック         | 聖悠紀   | 人類を統治する「銀河コンピューター」が自己を強化していく。                                       |